# M79 (lanciagranate)
Il lanciagranate M79 è un lanciagranate statunitense mono colpo ad apertura posteriore.

## Tecnica
L'arma camera granate da 40 × 46 mm e può lanciare una grande varietà di munizioni, incluse esplosive, anti-uomo, fumogeni, granate accecanti e razzi luminosi. Vennero progettate anche due particolari munizioni per il fuoco ravvicinato che contenevano pallini da caccia e 45 freccette. Per sparare, l'arma necessitava di essere imbracciata come un comune fucile e puntata con l'apposita tacca di mira ripiegabile. L'alzo era calibrato ad intervalli di 25 m, fino ai 375 m. La traiettoria dei colpi veniva stabilizzata grazie ad alcune alette e da un movimento rotatorio impresso dalle scanalature della canna. Durante il volo, il proiettile raggiunge la velocità di 75 m/s.

## Impiego
Il lanciagranate, introdotto nel 1961, venne impiegato per la prima volta durante la guerra del Vietnam. Lì venne soprannominato Thumper (dal verbo to thump, "emettere un rumore sordo") per il caratteristico suono emesso durante lo sparo. Ogni squadra composta da 10 uomini doveva avere un granatiere equipaggiato con un M79.

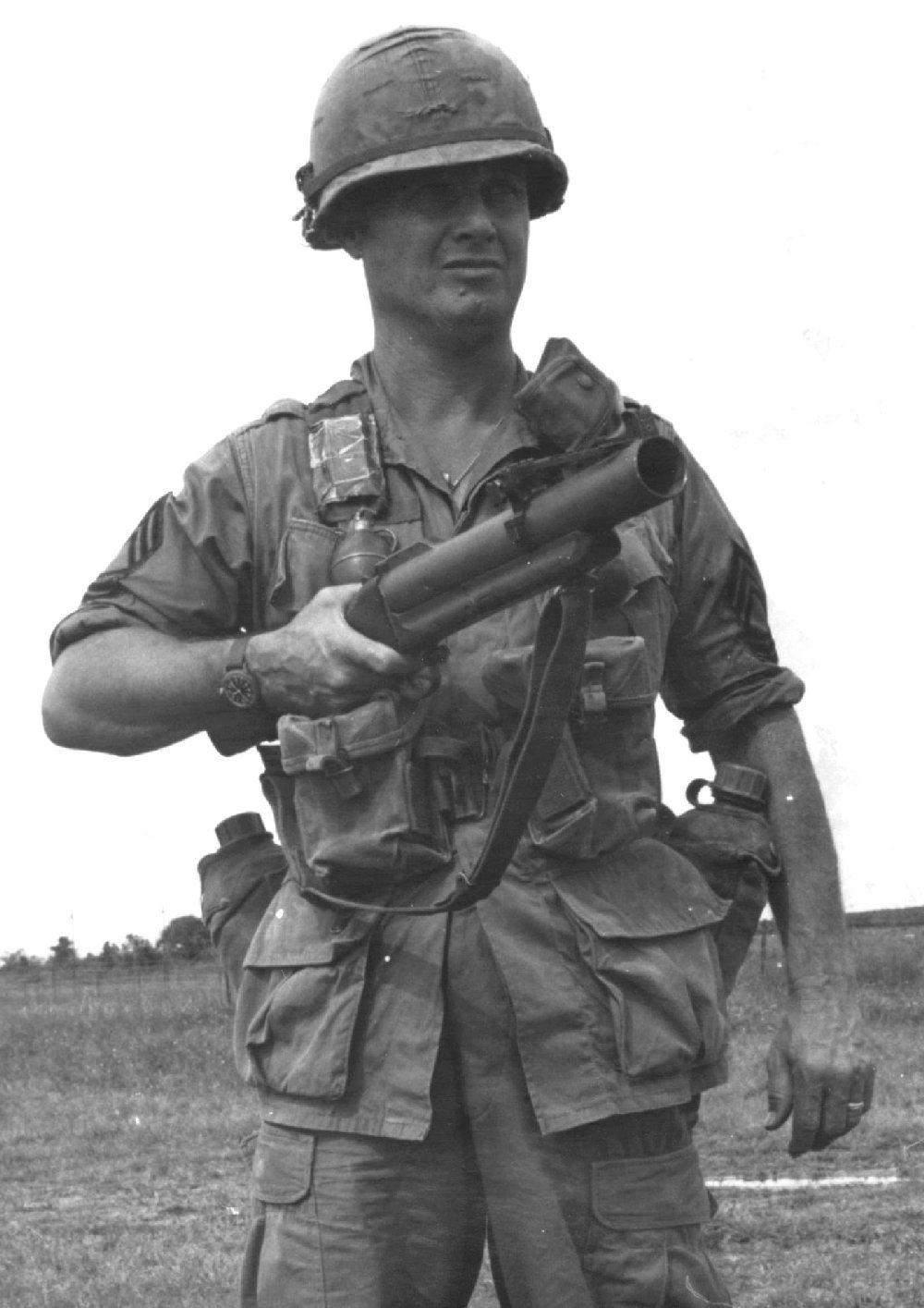
Un soldato USA utilizza un lanciagranate M79 in Vietnam

Un bambino soldato sudvietnamita di 12 anni utilizza un M79 durante la guerra del Vietnam.

Con la fine del conflitto vietnamita, l'M79 rimase in servizio nell'US Army fino alla fine degli anni '90, quando venne rimpiazzato quasi totalmente dall'M203. Ciò nonostante, l'M79 è rimasto in servizio in molte unità nel mondo in ruoli di nicchia.